# Кадзуно (Акіта)

40°12′56.84″ пн. ш. 140°47′18.66″ сх. д. / 40.2157889° пн. ш. 140.7885167° сх. д.
Кадзуно́ (яп. 鹿角市, かづのし, МФА: [kad͡zuno ɕi̥]) — місто в Японії, в префектурі Акіта.

## Короткі відомості
Розташоване в північно-східній частині префектури. Виникло на основі сільських і гірничих поселень раннього нового часу. Засноване 1 квітня 1972 року шляхом об'єднання містечок Ханава, Товада, Одзарідзава та села Хатімантай. Основою економіки є сільське господарство, скотарство і вирощування яблук, туризм. До середини 20 століття в копальнях Оварідзава добували золото та мідь. В місті розташовані гарячі джерела Ою, Ґосійоґаке та інші. Станом на 1 жовтня 2007 площа міста становила 707,34 км². Станом на 1 липня 2008 населення міста становило 35 164 осіб.

## Уродженці
- Вайнай Садаюкі — дослідник озера Товада.

## Міста-побратими
- Шопрон, Угорщина (1995)
- Лянчжоу, КНР (2000)